# Sábado noche (programa de televisión de 2006)
Sábado noche fue un programa de televisión musical y de variedades emitido por La 1 entre el 14 de enero y el 13 de mayo de 2006.

## Formato
En 2006, Televisión Española estrenó el programa en un intento por remontar la escasa audiencia de la cadena en esa franja horaria, en la que tenía que competir con el magacine Salsa rosa, de Telecinco y la emisión de una película en Antena 3.
Destinado a un público familiar, estuvo dirigido por Nicolás Díaz Bustos y la presentación fue encomendada al humorista y actor Josema Yuste y a los modelos Nani Gaitán y Pablo Martín, con una sección sobre copla, conducida por la tonadillera Isabel Pantoja.
El espacio se estrenó con un 17,2% de cuota de pantalla. Sin embargo, según a medida que transcurrieron emisiones la audiencia de Sábado noche fue disminuyendo y en marzo se encontraba ya en el 12,5%.

### Artistas invitados
Entre otros:
| - Solistas españoles - Ana Belén - Antonio Orozco - Charo Reina - David Bustamante - David Civera - Edurne - El Arrebato - Falete - Hugo - Javier Ojeda - José Luis Perales - José Mercé - Luz Casal - Manu Tenorio - María del Monte - Melendi - Merche - Niña Pastori - Pablo Abraira - Paloma San Basilio - Sergio Dalma - Soraya - Vega - Víctor Manuel - Isabel Pantoja - María Isabel López | - Solistas extranjeros - Carlos Baute - Coti - Melanie Chisholm - Palito Ortega - Sandro Giacobbe - Grupos españoles - Azúcar Moreno - Baccara - Camela - Efecto Mariposa - Estopa - La Oreja de Van Gogh - Las Ketchup - Los Mismos - Son de Sol - Ecos del Rocío - Las Carlotas - Grupos extranjeros - Boney M. - Humoristas - Ángel Garó - Jordi L.P. - Las Virtudes - Manolo Sarria |